# ویتور بلفورت
ویتور بلفورت (انگلیسی: Vitor Belfort؛ زادهٔ ۱ آوریل ۱۹۷۷) بوکسور، جودوکار، و کاراته‌کا اهل برزیل است.